# Les Trois-Îlets
Les Trois-Îlets sont une commune française, située dans la Collectivité territoriale de Martinique. Ses habitants sont appelés les Iléens et Iléennes.
C'est la commune de naissance de Joséphine de Beauharnais.

## Géographie

### Localisation
Cette commune martiniquaise est située au sud-ouest de l'île de la Martinique sur la presqu'île du Diamant et donne sur la baie de Fort-de-France ; elle est traversée par la route des Anses. On peut s'y rendre par bateau depuis Fort-de-France. De nombreuses navettes font la traversée de la baie.
La ville des Trois-Ilets s'étale sur quatre ensembles urbains relativement éloignés :
- Le Bourg, où se situent les bâtiments administratifs et l'église principale,
- L'Anse Mitan (plage du milieu),
- La Pointe du Bout (péninsule),
- L'Anse à l'Âne.

### Climat
Le climat y est de type tropical.

## Urbanisme

### Typologie
Les Trois-Îlets sont une commune urbaine, car ils font partie des communes denses ou de densité intermédiaire, au sens de la grille communale de densité de l'Insee,,,. Elle appartient à l'unité urbaine des Trois-Îlets, une agglomération intra-départementale regroupant 1 commune et 6 735 habitants en 2022, dont elle est une ville isolée,.
Par ailleurs la commune fait partie de l'aire d'attraction de Fort-de-France, dont elle est une commune de la couronne. Cette aire, qui regroupe 28 communes, est catégorisée dans les aires de 200 000 à moins de 700 000 habitants,.
La commune, bordée par la mer des Caraïbes au nord, est également une commune littorale au sens de la loi du 3 janvier 1986, dite loi littoral. Des dispositions spécifiques d’urbanisme s’y appliquent dès lors afin de préserver les espaces naturels, les sites, les paysages et l’équilibre écologique du littoral, par exemple le principe d'inconstructibilité, en dehors des espaces urbanisés, sur la bande littorale des 100 mètres, ou plus si le plan local d’urbanisme le prévoit,.

## Toponymie
Le nom de cette commune provient des trois îlets qui bordent le bourg dans la baie de Fort-de-France : les îlets Thébloux, Charles et Sixtain, du nom de leurs derniers propriétaires qui y exploitaient des fours à chaux. La paroisse s'est longtemps appelée les Trois-Îlets Bénits.

## Histoire
L'implantation du village originel s'est d'abord faite aux abords du Cul Sac de la Vache à la Poterie au XVIIe siècle sous l'impulsion de religieux. Le noyau urbain s'est finalement implanté ensuite au bourg des Trois-Îlets au XVIIIe siècle. À l'origine, le village n'était qu'un pied à terre pour les gens du Diamant et de Sainte-Luce qui s'y arrêtaient avant de traverser la baie pour rejoindre la capitale administrative de la colonie. Le village s'étend le long de la route et non autour de la ville. C'est une des caractéristiques de l'urbanisme antillais. L'activité économique par le passé était essentiellement agricole. De nombreuses habitations sucreries comme celle de Petite Guinée, devenue la Sannois puis La Pagerie (lieu de naissance de Joséphine de Beauharnais) ou celles de Vatable, Château Gaillard et Poterie produisaient les produits qui étaient très prisés en Métropole et à l'origine de la période esclavagiste des Antilles : cacao, tabac, sucre, rhum.
Un ensemble de batteries et de forts protégeaient la baie des attaques des Anglais qui font d'incessantes incursions au cours du XVIIe siècle et XVIIIe siècle. Deux édifices militaires persistent : le fort d'Alet et celui de la Pointe du Bout. Certains iléens participèrent à la Première Guerre mondiale, d'autres partirent comme dissidents dans les îles anglophones lors de la Seconde Guerre mondiale. Des bunkers à la pointe du Bout furent construits au Tan Robet (1940-1945) pour protéger la baie et les réserves d'or de la Banque de France entreposées sur les hauteurs de Fort-de-France.
Aujourd'hui, l'activité est tournée vers le tourisme depuis les années 1960 : les hôtels sont concentrés autour des plages de la Pointe du Bout/L'Anse Mitan et la plage de L'Anse à l'Âne. Un service de vedette maritime relie Fort-de-France à la commune des Trois-îlets, ceci permettant à beaucoup d'habitants de résider dans la commune et de travailler à Fort-de-France.

## Politique et administration

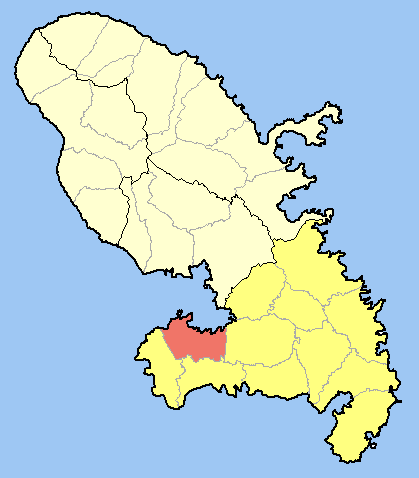
Commune des Trois-Îlets (en rose) dans l'arrondissement du Marin (en jaune).

### Rattachements administratifs et électoraux
Les Trois-Îlets appartiennent à l'arrondissement du Marin et votent pour les représentants de l'Assemblée de Martinique. Avant 2015, la commune élisait son représentant au conseil général dans le canton des Trois-Îlets, entité dont elle était le chef-lieu et unique commune.
Pour l’élection des députés, la commune fait partie de la quatrième circonscription de la Martinique.

### Intercommunalité
La commune appartient à la communauté d'agglomération de l'Espace Sud de la Martinique.

### Liste des maires
Depuis 1934, seuls quatre maires se sont succédé à la tête de la commune. Arnaud René-Corail, né le 5 mars 1954, est l'actuel titulaire de la fonction et ce, depuis mars 1989.

## Population et société

### Démographie
L'évolution du nombre d'habitants est connue à travers les recensements de la population effectués dans la commune depuis 1961, premier recensement postérieur à la départementalisation de 1946. À partir de 2006, les populations de référence des communes sont publiées annuellement par l'Insee. Le recensement repose désormais sur une collecte d'information annuelle, concernant successivement tous les territoires communaux au cours d'une période de cinq ans. Pour les communes de moins de 10 000 habitants, une enquête de recensement portant sur toute la population est réalisée tous les cinq ans, les populations de référence des années intermédiaires étant quant à elles estimées par interpolation ou extrapolation. Pour la commune, le premier recensement exhaustif entrant dans le cadre du nouveau dispositif a été réalisé en 2007.

En 2022, la commune comptait 6 735 habitants, en évolution de −10,12 % par rapport à 2016 (Martinique : −4,11 %, France hors Mayotte : +2,11 %).
| 1961  | 1967  | 1974  | 1982  | 1990  | 1999  | 2006  | 2007  | 2012  |
| ----- | ----- | ----- | ----- | ----- | ----- | ----- | ----- | ----- |
| 3 238 | 3 153 | 3 002 | 3 246 | 4 484 | 5 162 | 6 843 | 7 084 | 7 587 |

| 2017  | 2022  | - | - | - | - | - | - | - |
| ----- | ----- | - | - | - | - | - | - | - |
| 7 339 | 6 735 | - | - | - | - | - | - | - |

### Sports et loisirs
Équipement sportif : 
- Stade municipal des Trois-Ilets

Club sportif :
- Éveil des Trois-Ilets[17], football, Volley, judo, karaté, golf (ancien club de Garry Bocaly, ancien footballeur professionnel de l'Olympique de Marseille et de l'Équipe de France espoirs).
- Tennis Club des Trois Ilets : tennis
- Larel Basket Club, basket ball
- Young Surprise : Junior Team Sailing
- Boxing Club des Trois Ilets
- Trois Ilets Rugby Club

### Enseignements
Les 4 établissements scolaires publics de la commune des Trois-Ilets :
- Le collège Suzanne Césaire (du nom de l'ancienne épouse d'Aimé Césaire)

- L'école primaire Ilet Thébloux

- L'école élémentaire Ilet Charles

- L'école élémentaire Ilet Sixtain

### Culture
Musique :
- Toccata Association École de musique (Piano, Guitare,Trompette, Chant, Batterie)

## Économie
- jet ski ;
- sorties en bateau ;
- golf ;
- pêche ;
- plongée (nombreux clubs) ;

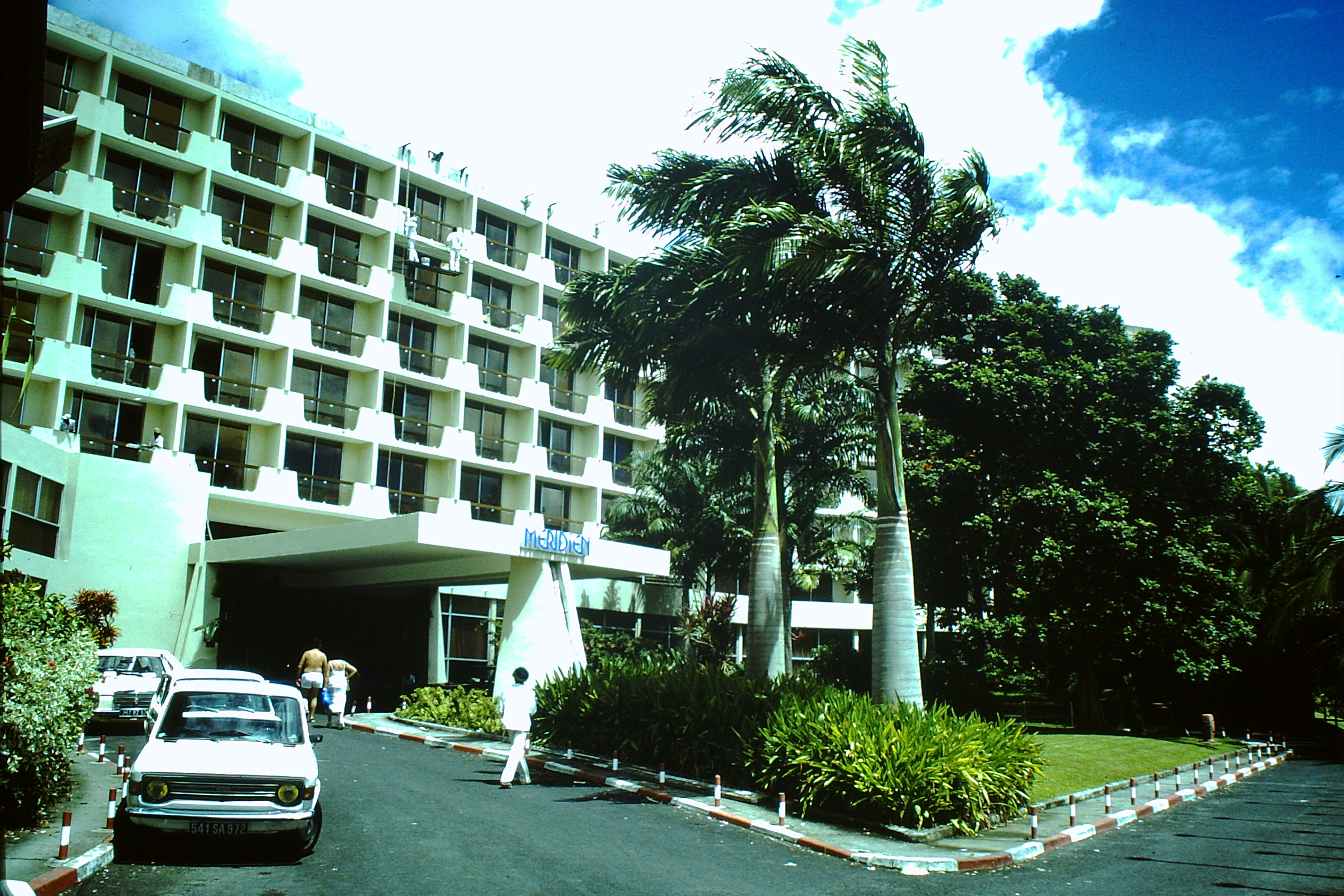
L’hôtel Méridien des Trois-Îlets, en 1979.

- sports de voile, comme le kite-surf ou la planche à voile ;
- casino[18] ;
- randonnées et parcours de santé ;
- sports hippiques (deux clubs) ;
- baignade (cinq plages) ;
- restaurants gastronomiques (Mandoline, Golf, Zandoli, Le Cajou) ;
- baptêmes de l'air et circuits en hélicoptère (Domaine Château-Gaillard) ;
- karting en extérieur.

## Culture locale et patrimoine

### Lieux et monuments
- L'église Notre-Dame-de-la-Bonne-Délivrance. L'édifice a été inscrit au titre des monuments historiques en 1993[19].
- Le Musée de La Pagerie : lieu de naissance de l'Impératrice Joséphine (Joséphine de Beauharnais)[20].
- La Maison de la Canne : musée de la canne à sucre.
- Le Village de la Poterie.
- La Savane des esclaves.
- Le domaine Château-Gaillard : Musée du café et du cacao, horticulture.
- Habitation La Sucrerie.
- Marina de la Pointe du Bout[21] gérée par la Chambre de commerce et d'industrie de la Martinique.
- Casino de la Pointe du Bout / Les Trois Ilets.
- Golf.
- Les 5 Plages.
- La forêt Vatable[22] et la mangrove.

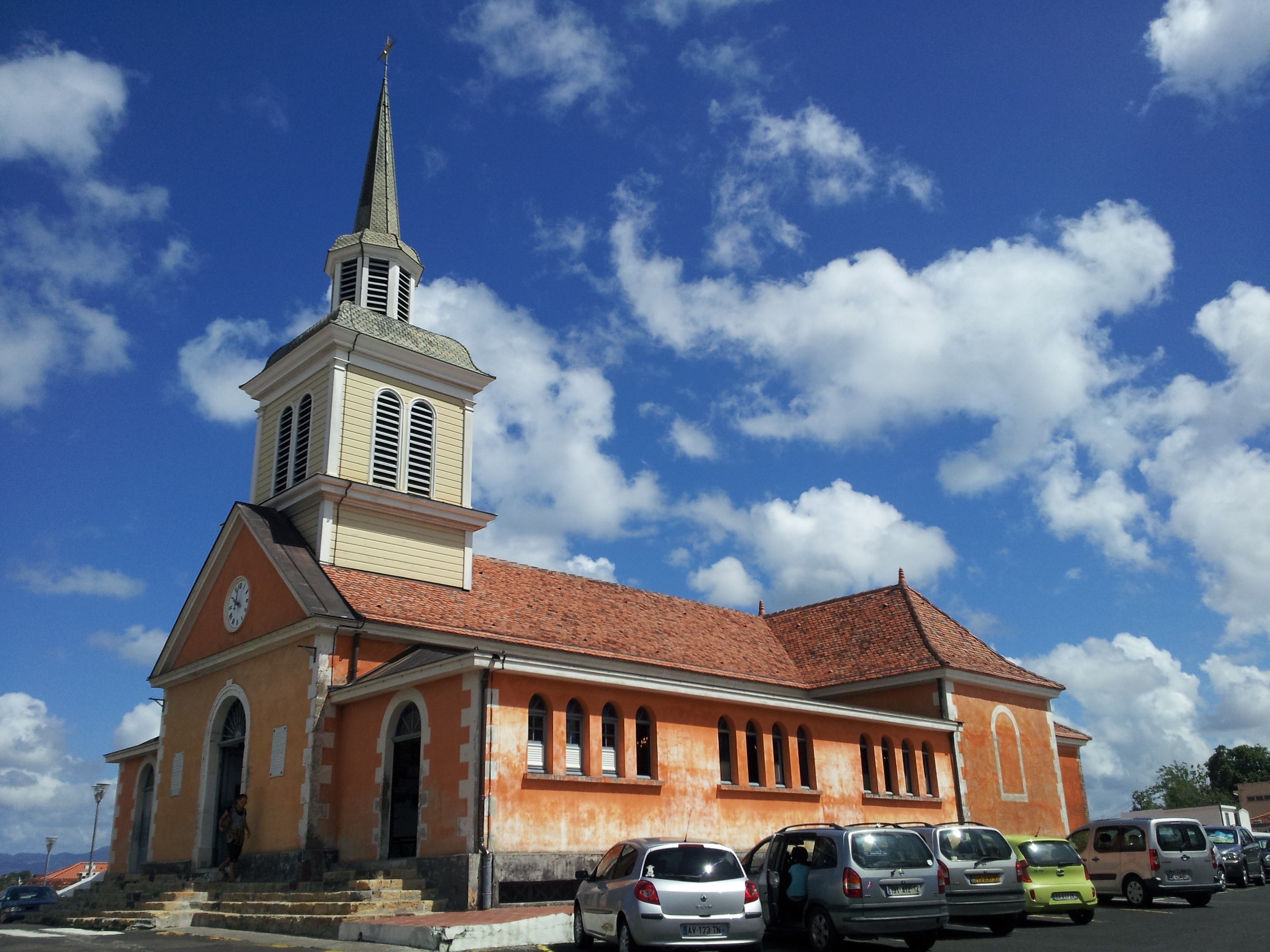
Église Notre-Dame-de-la-Bonne-Délivrance.
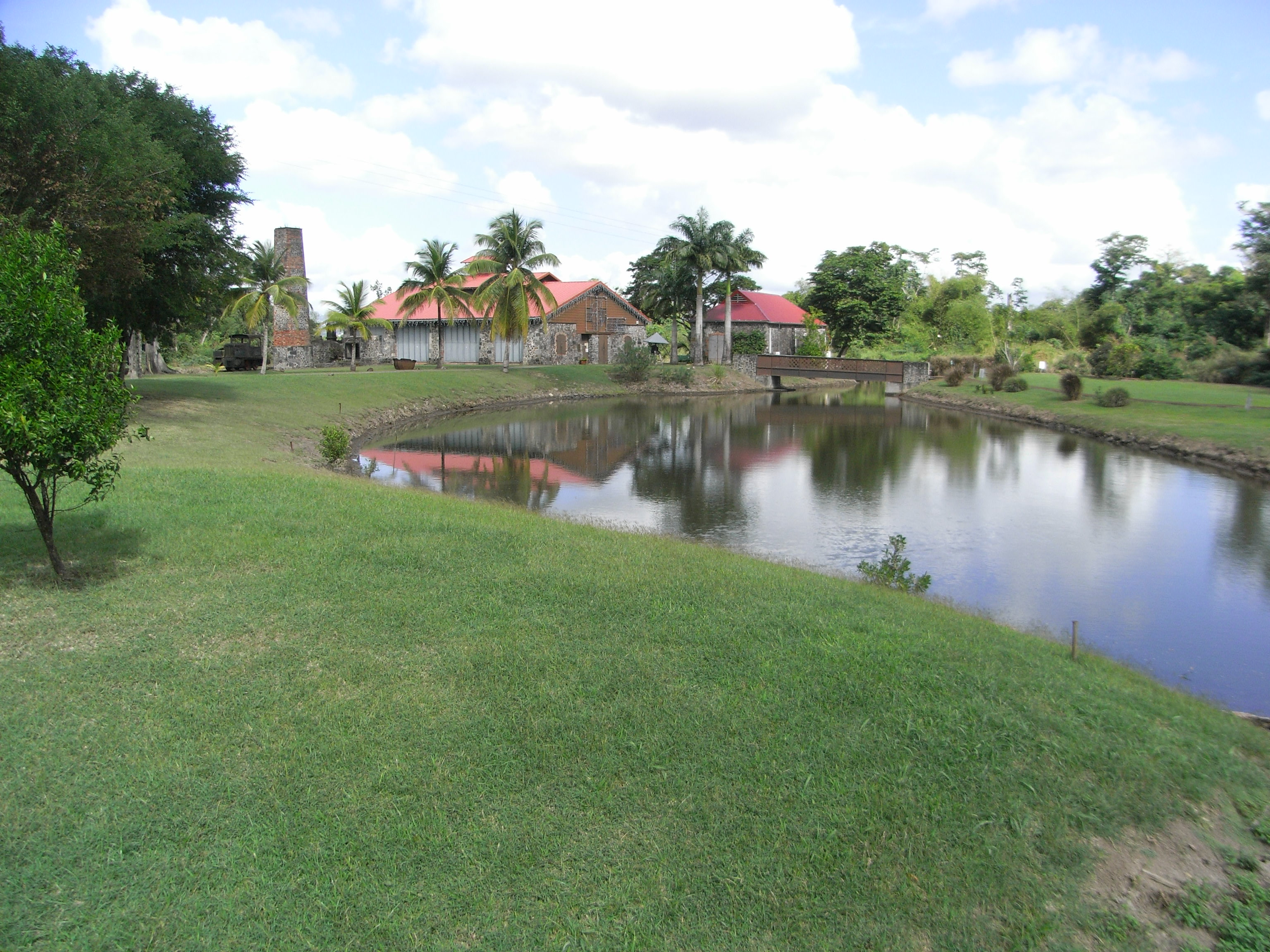
Maison de la canne.
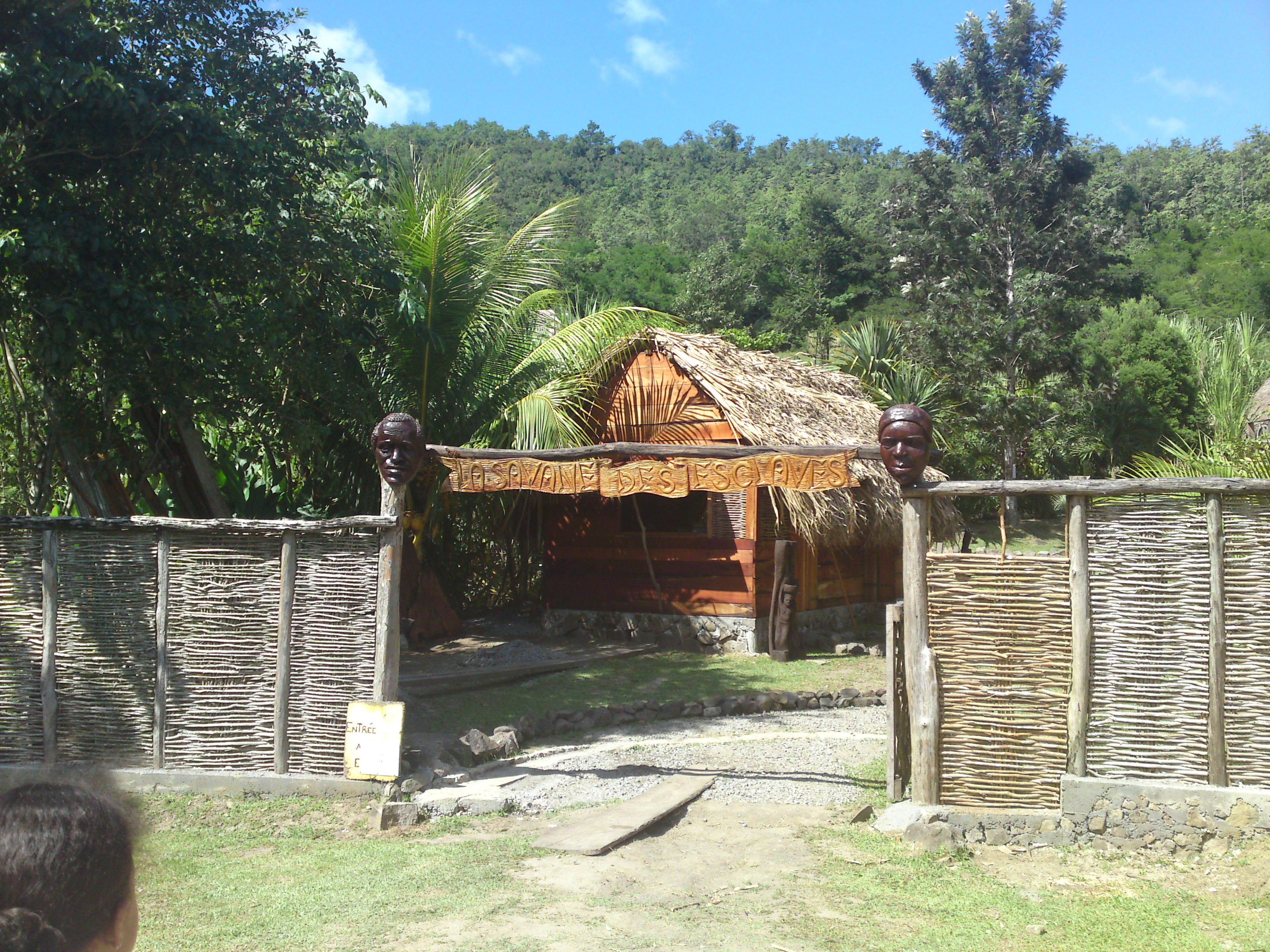
La Savane des esclaves.
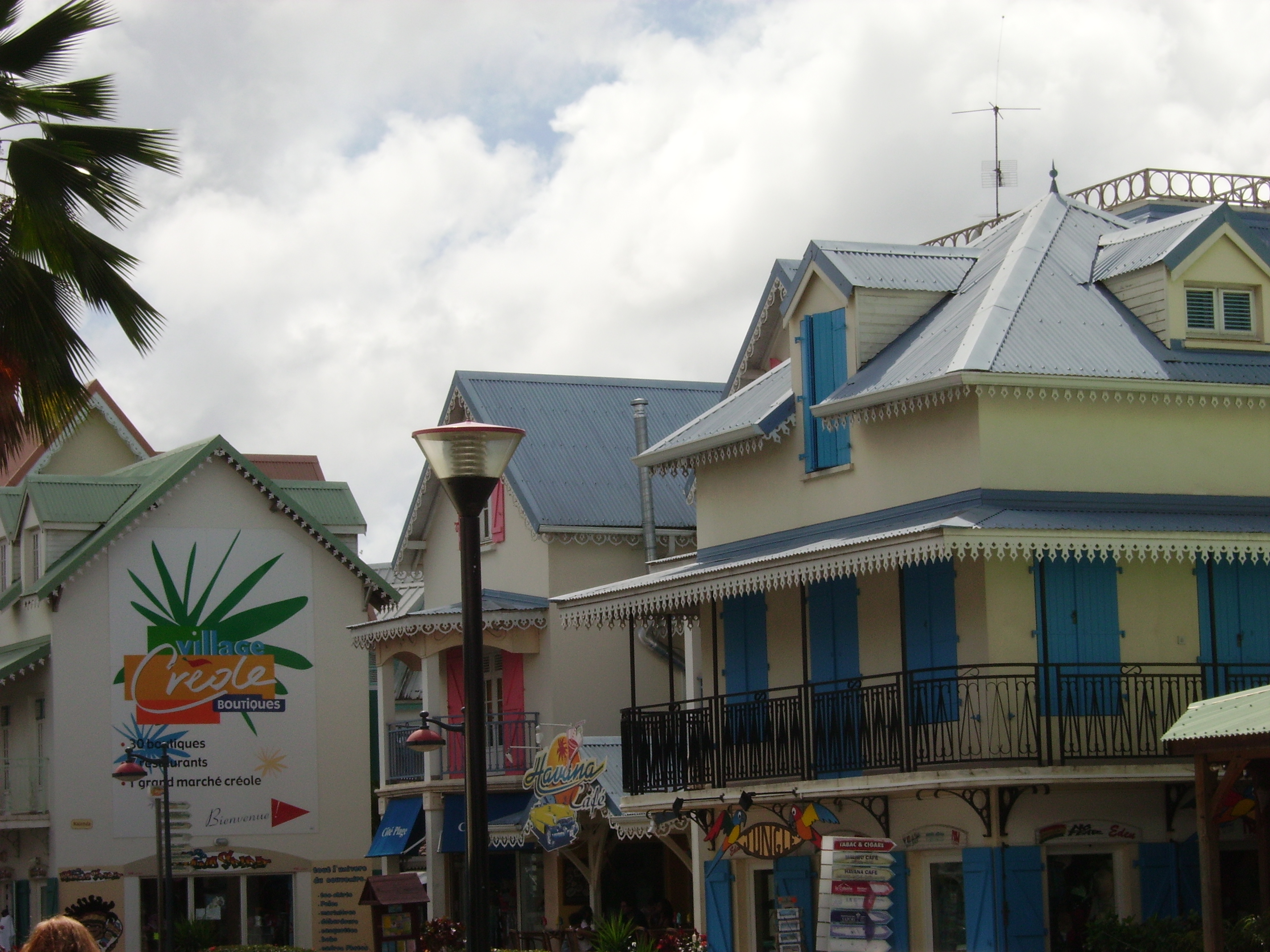
« Village créole » de la Pointe du Bout.
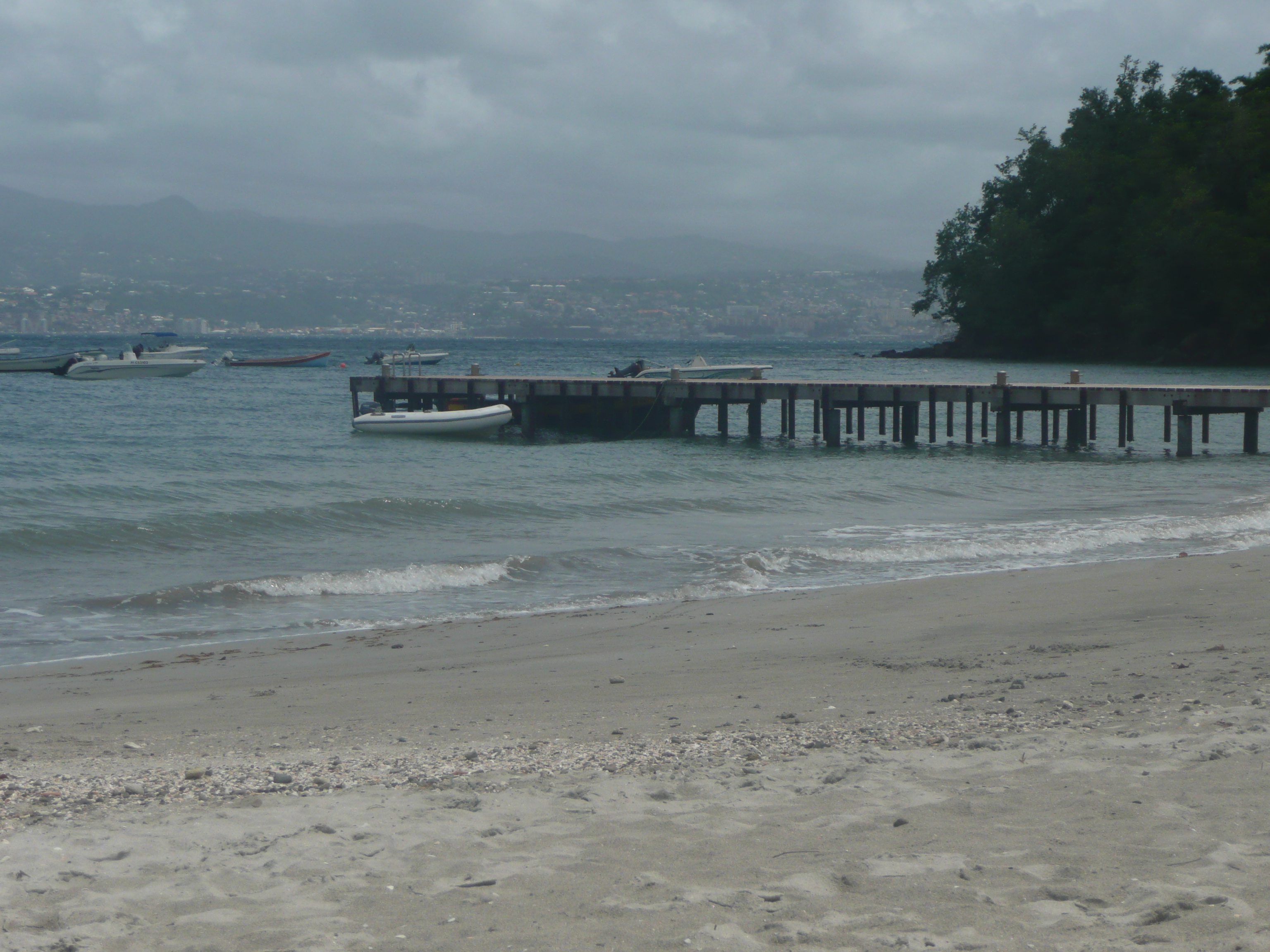
Plage de l'Anse à l'Âne.
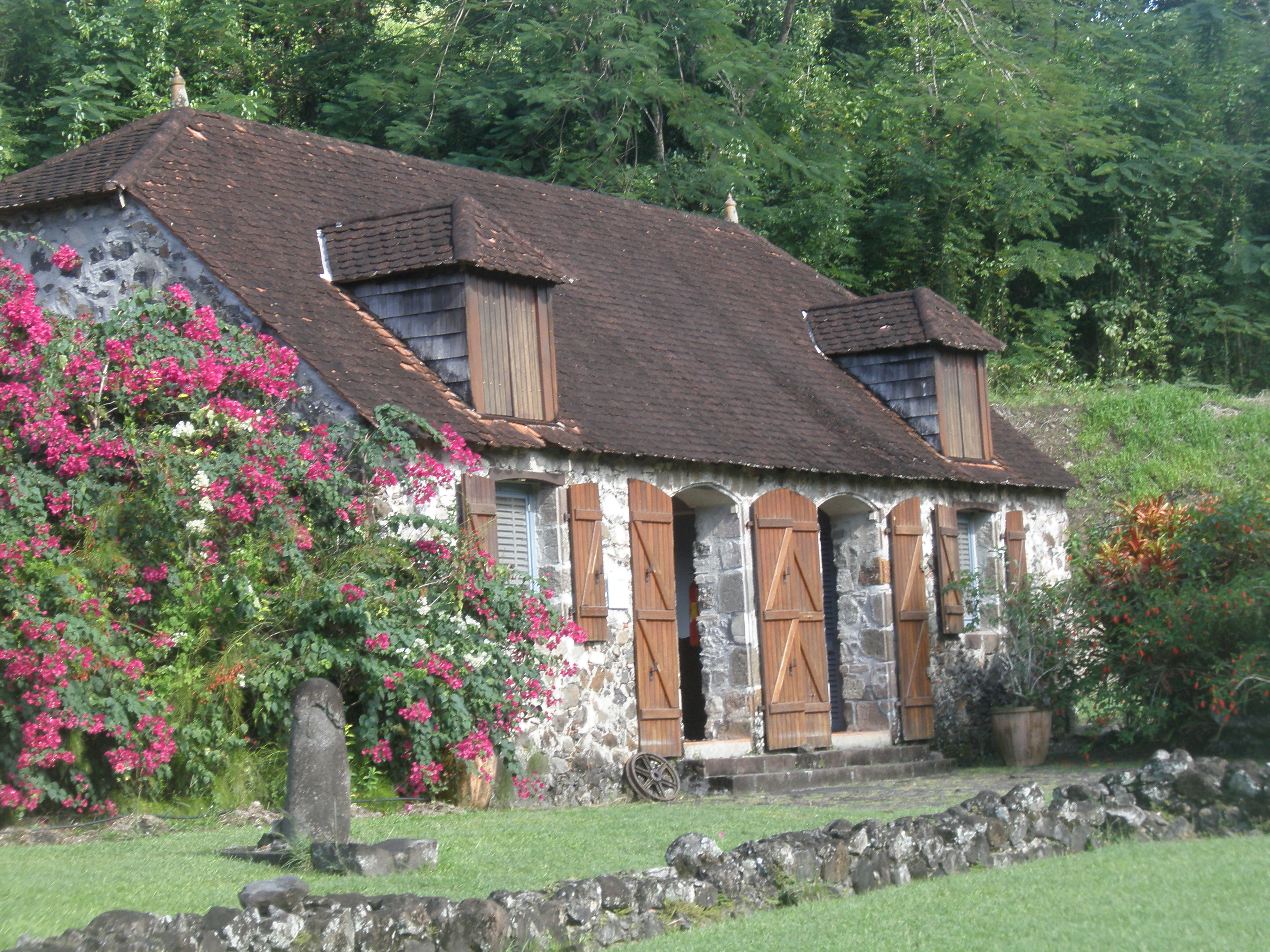
Musée de la Pagerie.

### Personnalités liées à la commune
- Joséphine de Beauharnais (née de Tascher de La Pagerie - 23 juin 1763, les Trois-Îlets - 29 mai 1814, Rueil-Malmaison), Impératrice des Français (1804-1809), Reine d'Italie (1804-1809) et épouse de Napoléon Ier.
- Suzanne Césaire, écrivaine et ex-épouse d'Aimé Césaire. Elle a écrit ses principaux textes dans Tropiques notamment "Le grand camouflage", "Léo Frobénius et le problème des civilisations", "Misère d'une poésie" et Aurore de la liberté. En son hommage, le collège de la commune porte son nom.
- Marie-Thérèse Julien Lung-Fou, écrivaine et plasticienne. Elle est connue surtout pour ses recueils de "Contes créoles" publiés en trois volumes en 1979 "Contes merveilleux, sentimentaux, moraux ou initiatiques", "Contes diaboliques, fabliaux" et "Contes animaux, proverbes, titimes ou devinettes". Elle a écrit aussi un essai intitulé "Le Carnaval aux Antilles". En son hommage, la bibliothèque de la commune porte son nom[23],[24].
- Joseph René-Corail, dit Khokho René-Corail, artiste, né le 14 septembre 1932 à Beaufond, dans la campagne des Trois-Îlets, mort le 13 février 1998. Fils de Bernabé Justin René-Corail (1887-1974) et de Marguerite Louise Giscon (1910-1965), agriculteurs. Il a vingt-quatre frères et sœurs, dont dix du même lit. Il a « incarné » et « illustré » l’insoumission et la résistance.
- Garry Bocaly, ancien footballeur professionnel de l'Olympique de Marseille, de Montpellier HSC et de l'Équipe de France espoirs[25]. Il commença sa carrière à l'Éveil des Trois-Ilets.